# Eugene Garfield
Pour les articles homonymes, voir Garfield.
Eugene Garfield, né le 16 septembre 1925 à New York et mort le 26 février 2017 à Philadelphie, est un scientifique linguiste et homme d'affaires américain à l'origine de la bibliométrie et de la scientométrie.

## Biographie
En 1961, il obtient un doctorat en linguistique structurale à l'université de Pennsylvanie.
En 1958, Eugene Garfield a créé l'Institute for Scientific Information (ISI), avec le soutien de l'administration américaine de la recherche et celui de sociologues comme Robert King Merton. Il développe un système d'indexation de la littérature scientifique, fondé sur l'analyse des citations utilisées dans un travail donné. Un indicateur qualifié « facteur d'impact » est attribué pour chaque article selon le nombre de citations. Le premier volume du Science Citation Index a vu le jour en 1963. L'ISI a vendu des abonnements à sa publication Science Citation Index, et au fil du temps s'est développé pour inclure le Social Sciences Citation Index (SSCI) et le Arts and Humanities Citation Index (A & HCI).